# Lak (Hongarije)
Lak is een plaats (község) en gemeente in het Hongaarse comitaat Borsod-Abaúj-Zemplén. Lak telt 605 inwoners (2001).